# Kretinga
Kretinga je okresní město v západní části Litvy, v Žemaitsku, v Klaipėdském kraji, okres (lit.: savivaldybė) Kretinga. Město je totožné s městským seniorátem Kretinga (Kretingos miesto seniūnija).

## Popis
Městem protéká řeka Akmena, která po opuštění města mění název na Danė. 11 km na západ je lázeňské město Palanga, 25 km na jihozápad je město Klaipėda. Městem prochází důležitá železniční trať Klaipėda – Vilnius.
Kretinga je městská architektonická památka. Je zde kostel Zjevení Božího Nejsvětější Panně Marii (postaven roku 1617), klášter Bernardýnů (Bernardýni jsou větev Františkánů, vyskytující se ponejvíce v Litvě, v Polsku, v Bělorusku, na Ukrajině) i Františkánů (s v Litvě nejstaršími dochovanými slunečními hodinami – kolem roku 1610), evangelický luterský kostel, pravoslavná Kaple Matky boží, kulturní dům, pošta (PSČ:LT-97001). Na severním okraji města je palác Tiškevičů, ve kterém je dnes Kretingské muzeum a Zimní botanická zahrada (skleník). Na palác navazuje park (dnes městský), ve kterém je mj. originální stálá expozice-soubor soch: sluneční hodiny s alegorickými sochami ročních dob a svátků. Dále je zde okresní nemocnice, poliklinika. Jsou tu dvě jezera.

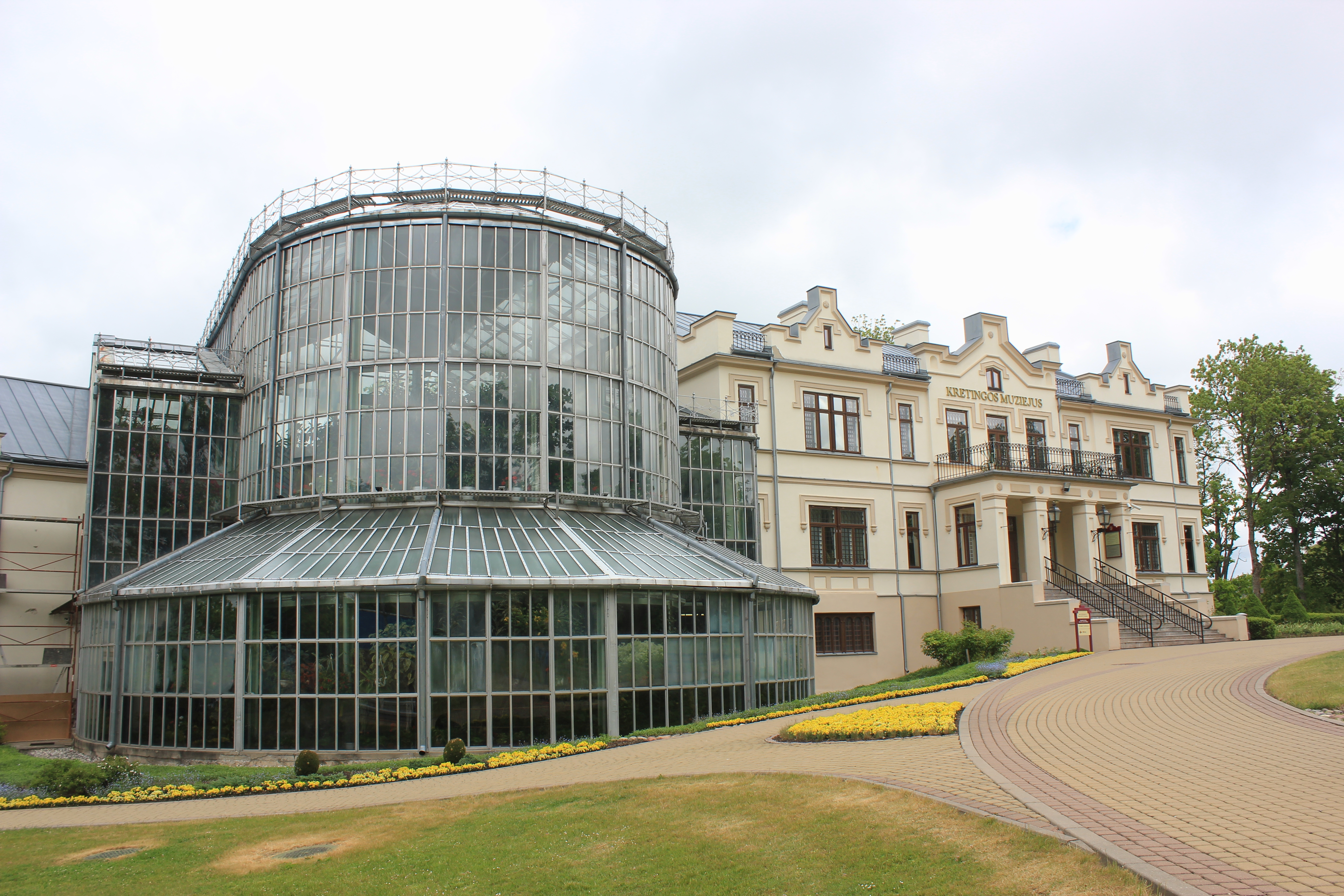
V paláci Tiškevičů je nyní Kretingské museum

## Historie města
Pod názvem Cretyn byla poprvé zmiňována kuršským biskupem Henrikem v roce 1253 jako sídlo Kuršů, náležející Mėguvě. Má se za to, že již ve 13. století byl v Kretinze hrad. 12. června 1993 byl dekretem prezidenta Litvy potvrzen znak města.

## Sport
V Kretinze působí  fotbalový klub FK Minija a basketbalový klub KK Kretinga.